# Obereopsis modica
Obereopsis modica là một loài bọ cánh cứng trong họ Cerambycidae.